# Mossel (Ede)
Mossel is een voormalige landbouwenclave en buurtschap op de Veluwe in de gemeente Ede ten zuiden van Otterlo. De buurtschap Mossel is alleen te bereiken via zandpaden in de omgeving.
De buurtschap en vanouds landbouwenclave Mossel wordt omringd door bossen, zandverstuivingen en heidevelden, zoals de naar de buurtschap genoemde natuurgebieden Mosselse Veld, Mosselse Bergen, Mosselse Dennen en Mosselse Zand, die allen deel uitmaken van het natuurgebied Planken Wambuis. Halverwege de jaren 1990 zijn ook de landbouwgronden van Mossel natuurgebied geworden.
In de voormalige landbouwenclave is slechts een handvol gebouwen te vinden. Anno 2019 bestaat de buurtschap uit een boerderij met deel, woonhuis, schaapskooi, hooiberg en veldschuur. In de schaapskooi bevindt zich een theeschenkerij die vaak wordt aangedaan door fiets- en wandelrecreanten. Het fiets- en wandelpad loopt over het erf tussen de terrassen door.
Op een middag in augustus 2016 ontdekten mensen die op het terras nabij de schaapskooi zaten dat deze in brand stond. Het brandweerkorps van Otterlo was snel ter plaatse, maar de stal was niet meer te redden en stortte in. De schaapskooi is in 2019 in oude stijl herbouwd.

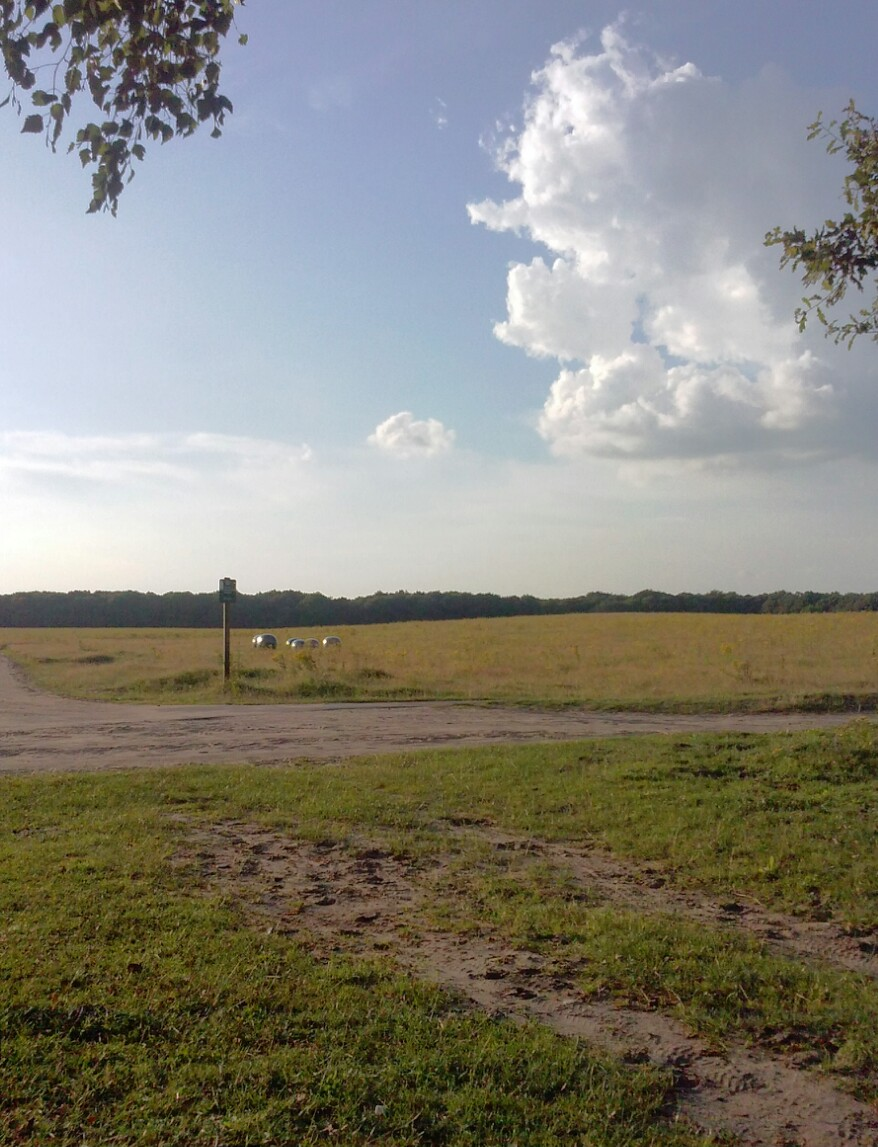
Mossel (2014)
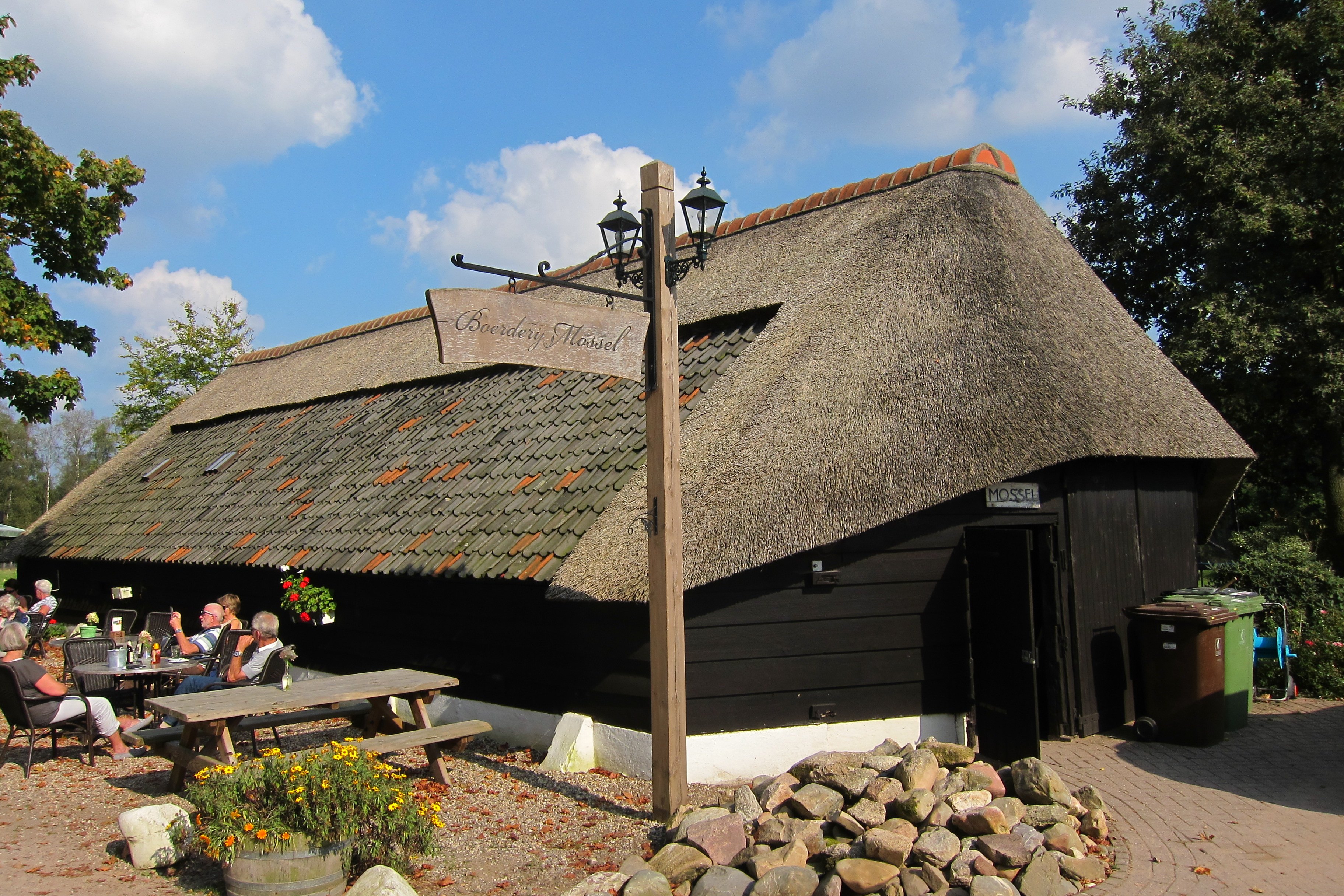
Theehuis (voor de brand van 2016)

Hoofdplaats: Ede       Dorpen: Bennekom · Ederveen · Harskamp · Hoenderloo (deels) · De Klomp · Lunteren · Otterlo · Wekerom

Buurtschappen: Deelen · Doesburgerbuurt · Driesprong · Eschoten · De Ginkel · Hoekelum · Hoog Baarlo · De Kade · De Kraats · Manen · Meulunteren · Mossel · Nederwoud · Nergena · Nieuw-Reemst · (Oostdorp) · Oud-Reemst · Overwoud · Roekel · De Valk · Walderveen · Westeneng

Gelderland: Steden en dorpen in Gelderland      Nederland: Provincies · Gemeenten